# In My Memory
In My Memory è il primo album musicale realizzato da Tiësto, pubblicato nei Paesi Bassi e negli Stati Uniti nel 2001.

## Il disco
È stato pubblicato da Tiësto in collaborazione con Jan Johnston, Nicola Hitchcock, Kirsty Hawkshaw, ed inoltre da Junkie XL, che però ha solamente prodotto la traccia Obsession.

L'album contiene 5 dei più importanti pezzi della carriera musicale di Tiësto: Dallas 4PM, Flight 643, Obsession, Lethal Industry e Suburban Train.
Successivamente ne è stata pubblicata una versione remix.

## Tracce
1. Magik Journey – 9:58
2. Close To You (feat. Jan Johnston) – 5:01
3. Dallas 4PM – 6:43
4. In My Memory (feat. Nicola Hitchcock) – 6:07
5. Obsession – 9:07
6. Battleship Grey (feat. Kirsty Hawkshaw) – 5:13
7. Flight 643 – 9:01
8. Lethal Industry – 6:46
9. Suburban Train – 10:23